# Sertésinfluenza

A 2009-es világjárványban az eddig észlelt sertésinfluenza-megbetegedések helye Európában
igazolt haláleset
igazolt fertőzés
nem igazolt fertőzés

A 2009-es világjárványban az eddig észlelt sertésinfluenza-megbetegedések helye a világon,
igazolt haláleset
igazolt fertőzés
nem igazolt fertőzés

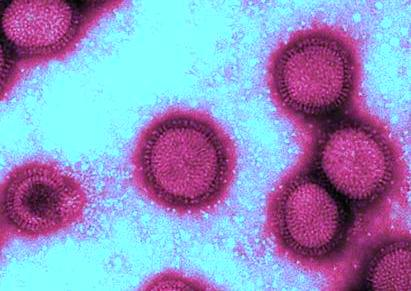
H1N1 vírus portréja

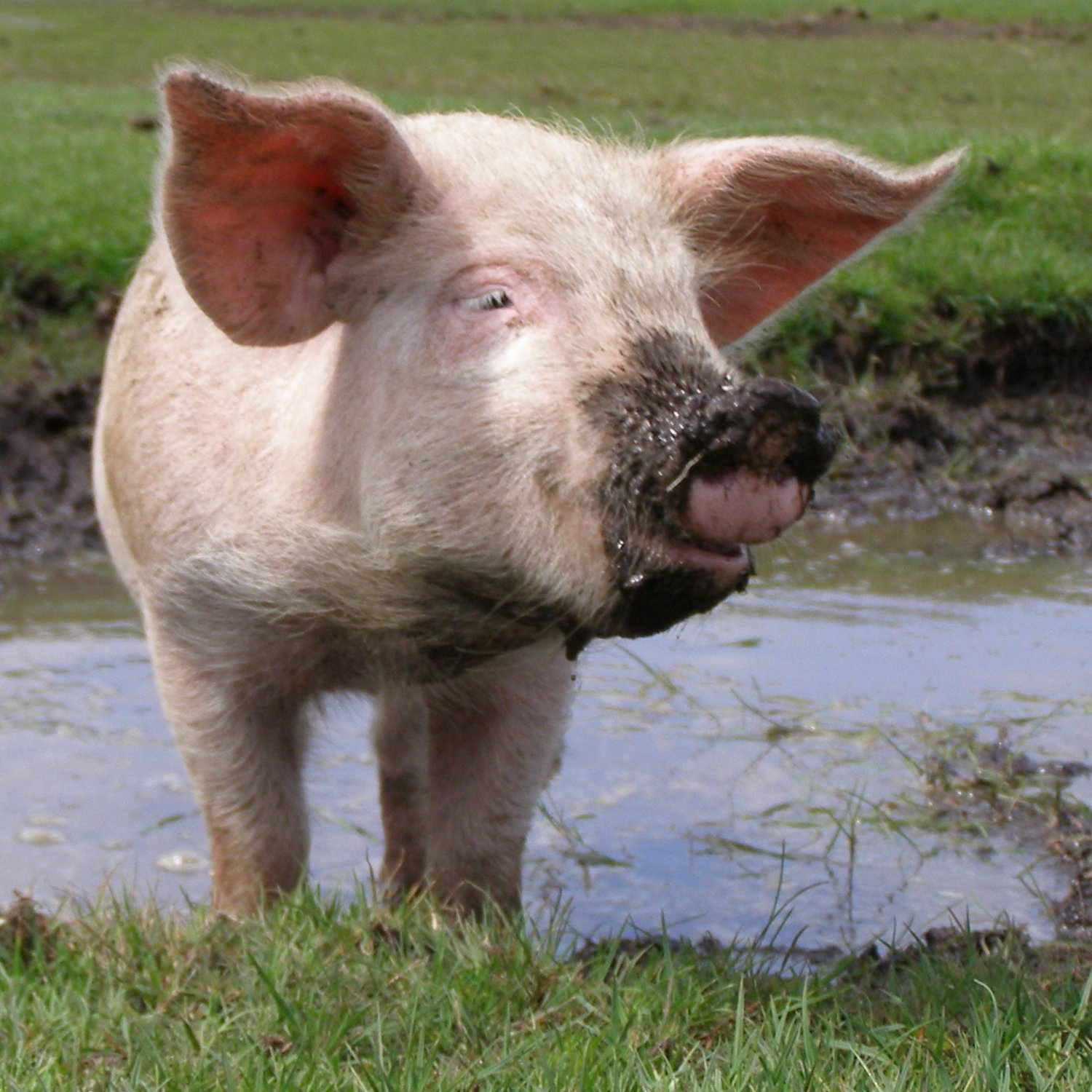
A sertések hordozhatnak olyan vírusokat, amelyek madarakra és emberekre is átterjedhetnek, lehetőséget teremtve az antigéncsuszamlásra (a genetikailag labilis, változékony influenzavírusokban gyakori az antigénszerkezeti változás, amely fokozatosan antigénsodródással megy végbe és ha két, antigénszerkezetileg eltérő influenzavírus egyidejűleg fertőz egy sejtet, akkor új variánsok jelenhetnek meg), és esetleg egy járvány kirobbantására alkalmas változat kialakulására.

A sertésinfluenza olyan légúti betegség, melyet a házi sertés és vaddisznó-populációkat megfertőző Orthomyxovirus okoz. (A vírus nemzetközileg ismert angol rövidítése SIV – swine influenza virus). E csoport definíciója nem filogenetikai alapú. Az eddig izolált SIV-törzseket vagy az influenzavírus C csoportba sorolták be, vagy az influenzavírus A különböző altípusai közé.
A sertések közt a fertőzési arány magas, a halálozási arány alacsony (1-4 százalék). A vírus a levegőben, közvetett és közvetlen érintkezéssel, beteg vagy tünetmentes hordozók útján terjed. Az egész év során fordulnak elő járványok, de a mérsékelt égövben gyakrabban ősszel és télen. Sok országban rutinszerűen oltják ellene a sertéseket.
A sertésinfluenza könnyebben terjed emberről emberre, mint a madárinfluenza. Emberi megbetegedések a 2009-es, több, mint 150 emberéletet követelő mexikói járvány előtt is előfordultak, általában a szezonális emberi influenzához hasonló tünetekkel, de halált okozó tüdőgyulladás is felléphetett a következményeképp.
Az A típusú influenza H1N1, H1N2, H3N1 és H3N2 altípusai mind okozhatnak SIV-fertőzést, újabban a H2N3 is. (Vannak olyan vélemények, hogy ez eredetileg az emberről terjedt át a sertésekre.)

## H3N2, H5N1
A H3N2 madárinfluenza vírus Kínában sertéseket is megfertőzött és Vietnámban is kimutatták sertésekben, növelve a félelmet, hogy új, az emberre veszélyesebb variánsok jelenhetnek meg, megteremtve egy pusztító emberi járvány vírusát. Az egészségügyi szakértők szerint a sertések emberi influenzavírusokat hordozhatnak, amelyek géncsere útján kombinálódhatnak a H5N1 törzzsel, és kialakíthatnak olyan formákat, amelyek már emberről emberre is terjedhetnek.
A H3N2 a H2N2-ből fejlődött ki antigéncsuszamlás (antigenic shift) révén, és ez a vírus pusztított a világszerte kb. egymillió ember halálát okozó 2-es szintű pandémiában, az 1968-as és 1969-es hongkongi influenzajárvány során is.
Az éves emberi influenzajárványok domináns törzse a H3N2. Mért ellenállása a standard vírusellenes gyógyszerekre, az amantadinra és a rimantadinra az emberi szervezetben 2005–re 91 százalékra emelkedett. 2004 augusztusában kutatók Kínában H5N1 vírust mutattak ki sertésekben.
2005-ben felfedezték, hogy a H5N1 Indonézia egyes területein akár a teljes sertéspopuláció felét is megfertőzhette, anélkül, hogy tüneteket okozott volna.[forrás?] Chairul Nidom, az Airlangga Egyetem trópusi betegségek központjának virológusa (Surabaya, Kelet-Jáva) is végzett független kutatásokat: a Nature cikke szerint megvizsgálta 10 olyan, egészségesnek mutatkozó sertés mintáit, amelyek madárinfluenzával megfertőzött baromfifarmok szomszédságában lévő nyugat-jávai területekről származtak. A minták közül ötben ott volt a H5N1 vírus. Ugyanabban a régióban azóta az indonéz kormány is hasonló eredményekre jutott. A régión kívül lakó 150 sertés mintái negatívak lettek.

## Hatása az emberre
A múltban a legtöbb emberi esetet véletlenül, a szezonális influenzának gondolt esetek vizsgálatakor azonosították, mivel az embert megbetegítő sertésinfluenza a mexikói járvány előtt tipikusan a szezonális emberi influenzához és más akut felső légúti fertőzésekhez hasonló tünetekkel járt. Az enyhe vagy tünetmentes emberi esetek észrevétlenül maradtak, ezért az emberi sertésinfluenza elterjedtsége nem ismert. Nemzetközi elterjedtsége sem jól ismert, mivel nem kell bejelenteni a nemzetközi állat-egészségügyi hatóságoknak. ([OIE, www.oie.int])
A sertésinfluenzát a múltban az emberek általában a sertésekkel való érintkezés útján kapták meg, de voltak olyan esetek, amikor nem volt kimutatható sertésekkel való érintkezés, és a környezetben nem voltak sertések. Már a mexikói járvány előtt is voltak példák az emberről emberre való terjedésre, de csak szoros kontaktus, illetve zárt csoportok esetében. Az Egészségügyi Világszervezet (WHO) 2009. április 26-án kelt tájékoztatója szerint arra nem volt példa, hogy a sertésinfluenza megfelelően elkészített sertéshús útján terjedt volna. 70 °C-os főzési hőmérsékleten a sertésinfluenza vírusa elpusztul.
A WHO szerint a legtöbb ember, különösen, aki nem érintkezik sertésekkel, nem rendelkezik védettséggel a sertésinfluenzával szemben. Ha a sertésinfluenza úgy módosul, hogy hatékonyan átterjedhet emberről emberre, megvan a veszélye, hogy nagy méretű járványt okoz. Nehéz megjósolni egy ilyen járvány erejét: függ attól, mennyire virulens a vírus, mekkora az ellene való immunitás és mennyire jelent védettséget ellene a más influenzavírusok elleni védettség.
A Mexikóban és máshol az emberekben betegséget okozó sertésinfluenza-vírusok még nem ismertek eléggé ahhoz, hogy vakcina legyen ellenük, és még nem tudni, hogy a létező vakcinák milyen mértékben jelentenek védettséget.

### Tünetei

#### Sertéseknél

A sertésinfluenza fő tünetei sertésekben.

Sertésekben az influenzafertőzés lázat, levertséget, tüsszögést, köhögést, nehézlégzést és étvágytalanságot vált ki. Egyes esetekben a betegség vetélést is okozhat. Bár a mortalitás általában alacsony (1-4% körül), a vírus súlycsökkenést és a növekedés lelassulását okozhatja, ami a gazdálkodók számára anyagi kárt jelent. A fertőzött állatok 3-4 hét alatt 5–6 kg-ot is veszíthetnek.

#### Embereknél

A sertésinfluenza fő tünetei embereknél: láz, levertség, étvágytalanság, orrfolyás, torokfájás, köhögés, hasmenés, émelygés, hányás.
Lásd még a tünetekről: The Centers for Disease Control and Prevention (CDC): Symptoms of Swine Flu in YouTube

Az Amerikai Járványügyi Ellenőrző és Megelőző Központ (Centers for Disease Control and Prevention, CDC) szerint a sertésinfluenza tünetei hasonlóak az influenza és az influenzaszerű betegség tüneteihez. A tünetek közé tartozik a láz, a köhögés, a torokfájás, testi fájdalmak, a fejfájás, hideglelés és a fáradtság. A 2009-es járvány során a korábbiakhoz képest nagyobb volt a hasmenés és a hányás aránya.
Mivel ezek a tünetek nem kimondottan csak a sertésinfluenzára jellemzőek, a valószínű sertésinfluenza differenciáldiagnózisa nem csak a tünetek, hanem a személy közelmúltjának a sertésinfluenzához kötődése esetén történik. Például a 2009-es járvány idején a CDC azt javasolta az orvosoknak, hogy akkor gondoljanak sertésinfluenza differenciáldiagnózisra, ha az akut légzőszervi megbetegedéssel hozzájuk forduló páciens kapcsolatban volt megerősített sertésinfluenza esetekkel, vagy a betegség jelentkezését megelőző hét napban a sertésinfluenza esetet már megerősített államban, vagy Mexikóban jártak. A sertésinfluenza megerősítése orrból vagy torokból vett minták laboratóriumi tesztelésével történik.

## Története

### Spanyolnátha, 1918

Az 1918-as spanyolnátha járvány terjedése

1918 tavaszán a madárinfluenza néhány hónap alatt az emberi szervezet számára végzetes formába mutálódott. Az eredeti elmélet szerint a gyilkos törzs az embereket könnyebben megfertőző sertésinfluenza és madárinfluenza kombinációjából jött létre egy sertésben, amely ugyanabban az időben mindkét vírussal megfertőződött. Amikor azonban a megmaradt szövetminták alapján azonosították az 1918-as törzset, kiderült, hogy mutálódott madárinfluenza volt, és nem sertésinfluenza kombinációja.
Világszerte több millióan haltak meg a járványban.

### 1976, Egyesült Államok
1976. február 5-én Fort Dixben egy újonc katona arra panaszkodott, hogy fáradt és gyenge. A következő nap meghalt, később négy társa is kórházba került. Két héttel a katona halála után egészségügyi tisztviselők azt jelentették be, hogy a halálesetet sertésinfluenza okozta, és egy ahhoz hasonló törzsről van szó, mint amely az 1918-as világjárványt okozta. Ez nagy riadalmat okozott, és az egészségügyi kormányzat hivatalnokai sürgettek, hogy Gerald Ford elnök határozzon minden amerikai beoltásáról a vírus ellen. Az oltási program késedelmesen haladt, de mire felhagytak vele, a népesség 24 százaléka megkapta az oltást.
A történethez hozzátartozik, hogy a Guillain-Barré szindróma mintegy 500 esetét – és a súlyos tüdőkomplikációk miatt bekövetkező 25 halálesetet – valószínűleg a vakcinára való immunpatológiai reakció okozta. A szindrómával más influenza-vakcinákat nem hoztak összefüggésbe.

### A 2009-es világjárvány

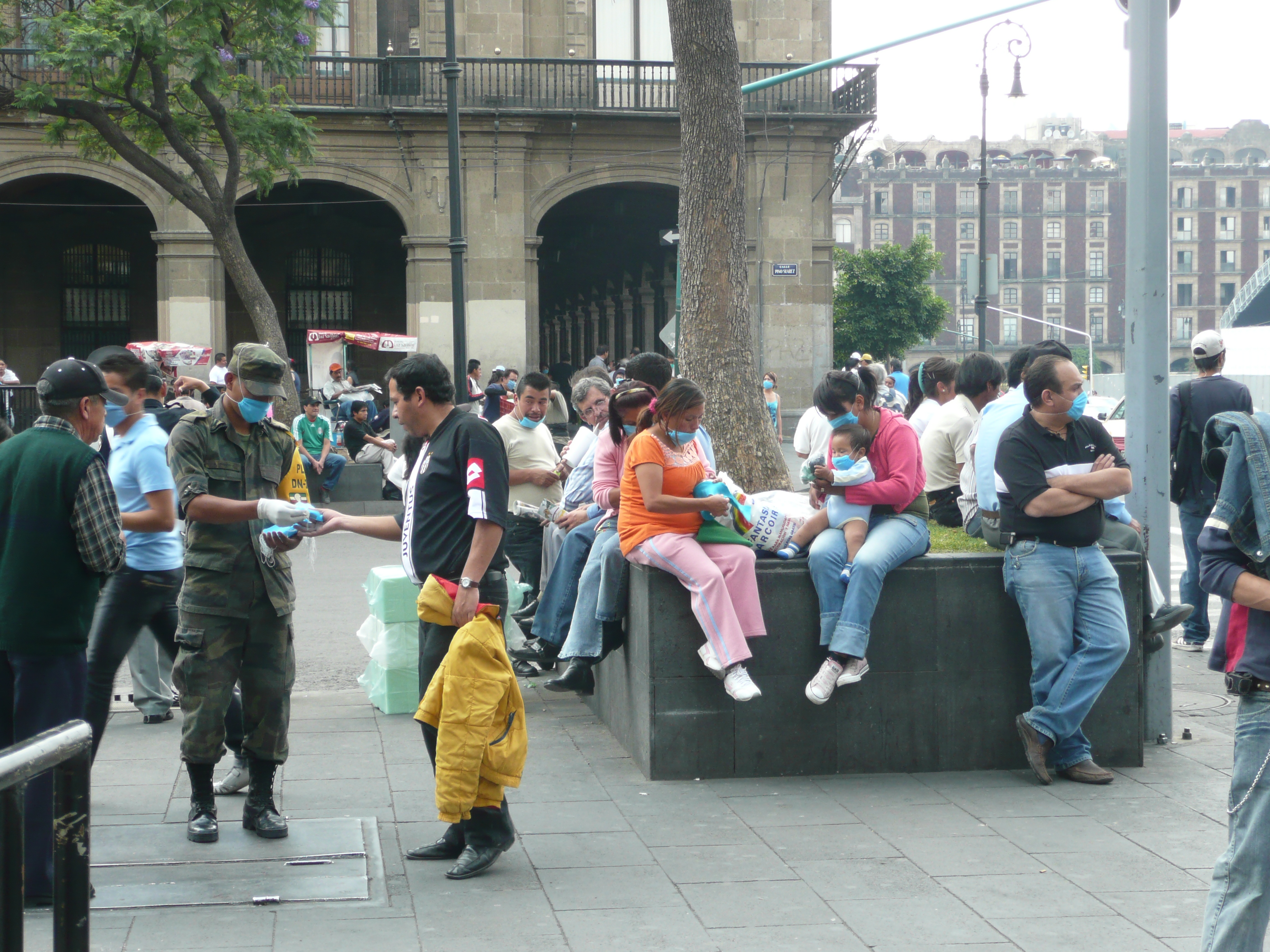
A mexikói hadsereg tisztje egészségügyi arcmaszkokat osztogat Mexikóvárosban - 2009. április 22.

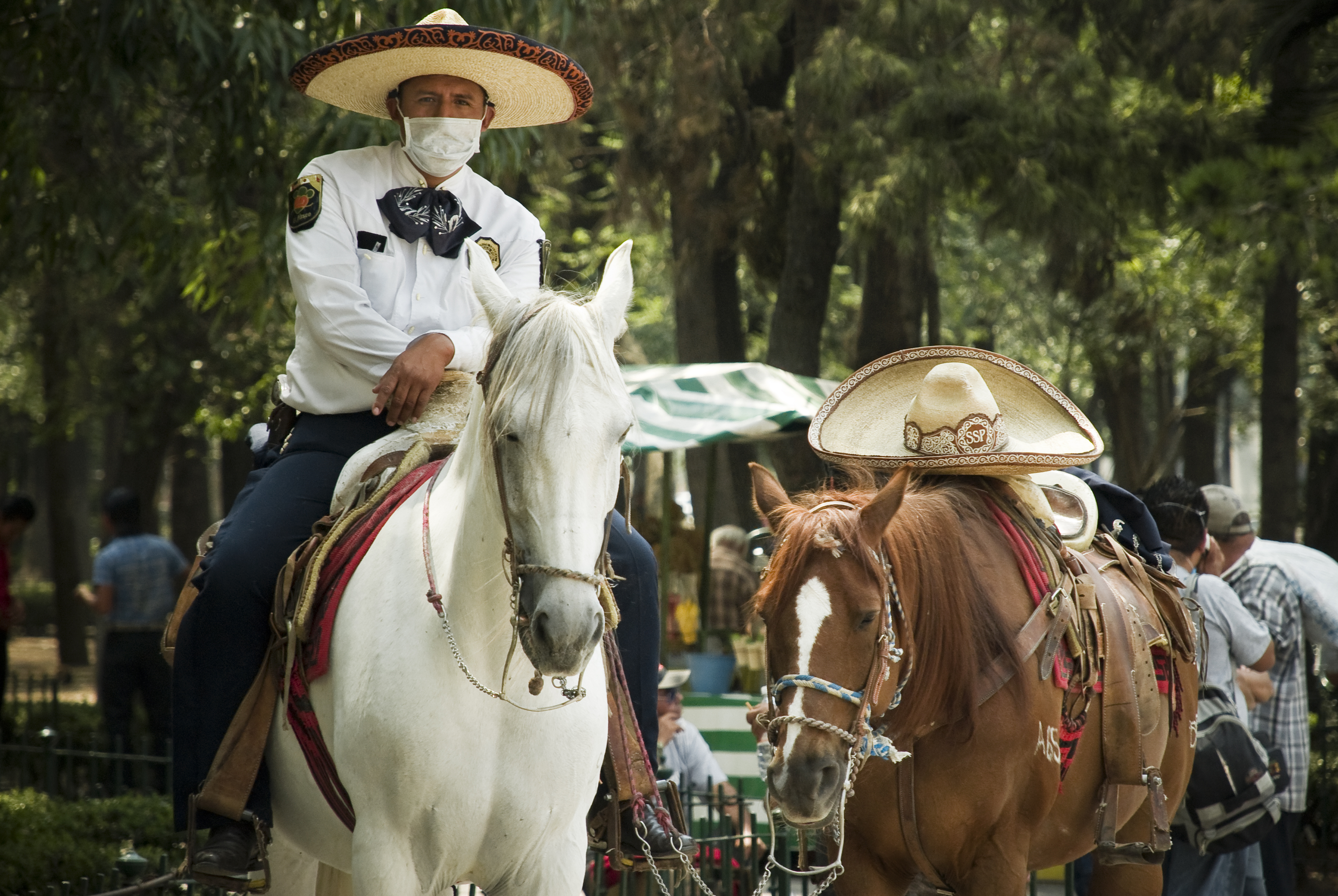
Mexikói lovasrendőr egészségügyi álarcban - 2009. április 26., Mexikóváros

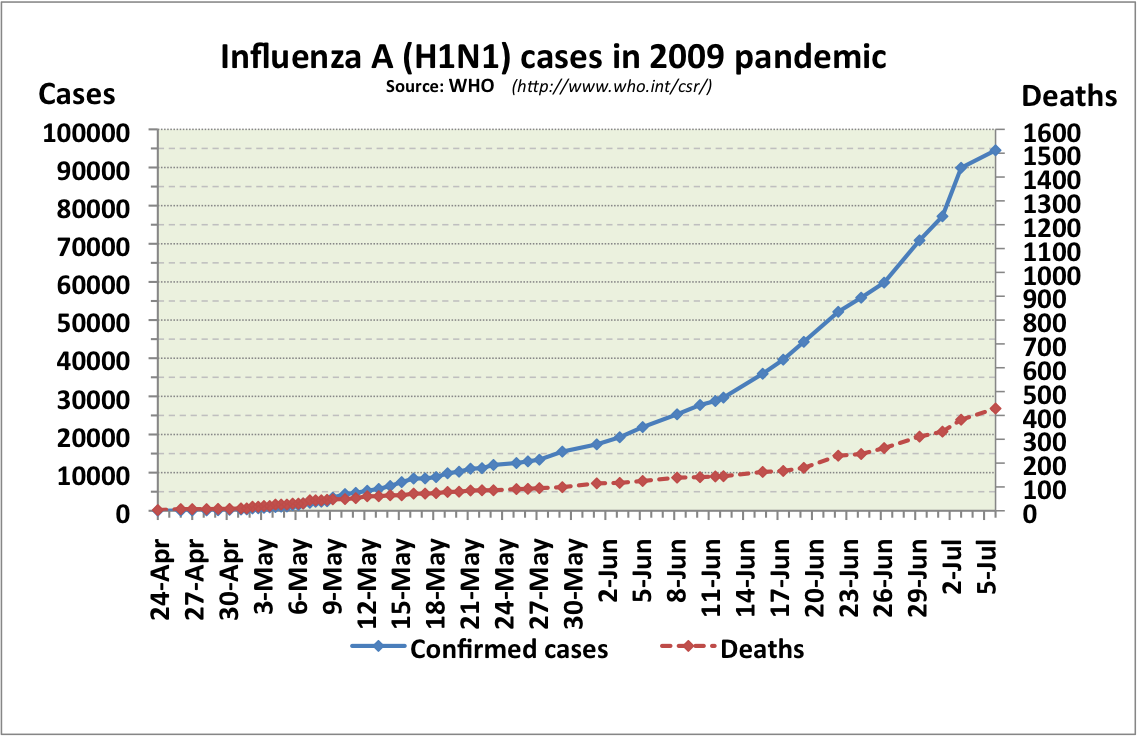
A világjárvány terjedésének dinamikája

2009 márciusában és áprilisában Mexikóban több, mint 1000 esetben mutattak ki emberekben sertésinfluenzát; és a vírus több, mint nyolcvan emberéletet követelt. Április 25-ig 11 esetet mutattak ki a laboratóriumi vizsgálatok szerint az Amerikai Egyesült Államok délnyugati részében és Kansasban és több sertésinfluenza-gyanús eset fordult elő New York nagyvárosi övezetében is. A sertésinfluenza elszigetelt eseteinek felbukkanásáról szóló első jelentések után a mexikói járványról szóló hivatalos bejelentés 2009. április 23-án született meg. Egyes esetekkel kapcsolatban az Egészségügyi Világszervezet megerősítette, hogy a H1N1 egy új törzse okozta őket. A halálesetek közül 16-ot az új törzs okozott és 2009. április 24-en 44 másik esetet még vizsgáltak. A mexikói áldozatok a hírek szerint többnyire fiatal felnőttek voltak, ami jellemző a járványos influenzára.
Április 25-én Margaret Chan, az Egészségügyi Világszervezet (WHO) főigazgatója bejelentette, hogy nagyon súlyos fenyegetést jelent a Mexikóban terjedő sertésinfluenza betegség. A következmények kiszámíthatatlanok, akár világjárvány is lehet belőle
Április 26-án este Új-Zéland egészségügyi minisztere megerősítette, hogy egy mexikói iskolai kirándulásról visszatért diákcsoport 22 tagja influenzaszerű tünetekkel – valószínűleg sertésinfluenzától – megbetegedett. Tizenhárom diák esetében tesztek készültek, és közülük 10-en pozitívnak bizonyultak az influenza A vírusra, és erős a gyanú, hogy sertésinfluenzáról van szó, de lehet, hogy másik influenzatípusról. A kormány azt javasolta, hogy az influenzatüneteket tapasztaló új-zélandiak azonnal forduljanak a háziorvosukhoz.
Az új törzs két korábbi sertésinfluenza-törzs kombinálódásának tűnik. Az előzetes genetikai vizsgálat azt találta, hogy az új törzs hemagglutinin (HA) génje az Egyesült Államokban 1999 óta ismert sertésinfluenza víruséhoz hasonlít, a neuraminidáz (NA) és mátrix protein (M) azonban inkább az európai sertésinfluenza dokumentált formájára. Nincs korábbi adat ilyen genetikai szerkezetű vírusokról emberekben vagy sertésekben, de az Egyesült Államokban nincs formális nemzeti figyelőrendszer arról, hogy milyen vírusok vannak jelen sertésekben.
Június 11-én az Egészségügyi Világszervezet (WHO) világjárvánnyá nyilvánította az új influenzát.
2009 júliusáig a 6,75 milliárd embert számláló bolygónkon 429-en haltak meg sertésinfluenzában.
Az Egészségügyi Világszervezet (WHO) riasztási skálája
- 1. fokozat: Az emberi esetek kis kockázatát jelenti, az állatokat megfertőző vírus emberre nem terjed át.
- 2. fokozat: A vad- vagy háziállatok között terjedő vírus néhány esetben emberre is átterjed.
- 3. fokozat: A vírus korlátozott gócokban aktívan fertőz, de nincs tömeges emberről emberre terjedő fertőzés.
- 4. fokozat: Az állati eredetű vírus bizonyítottan képes járványt előidézni egy emberi közösségben. Ebben a fokozatban még nem tartják elkerülhetetlennek a világjárványt.
- 5. fokozat: A betegség ugyanannak a térségnek több mint két országában önálló gócokban alakul ki. Küszöbön áll egy világjárvány és igen kevés idő van a felkészülésre.
- 6. fokozat: Hivatalosan megállapítják a világjárvány kialakulását. Ehhez arra van szükség, hogy a vírus a világ két különböző régiójában önálló gócokban fertőzzön.

#### A 2009-es járvány Európában
Április 27-én a spanyol egészségügyi minisztérium megerősítette az ország első sertésinfluenzás megbetegedését. A megbetegedés a Castilla-La Mancha tartománybeli Almansa városában történt.

##### A 2009-es járvány Magyarországon[31]

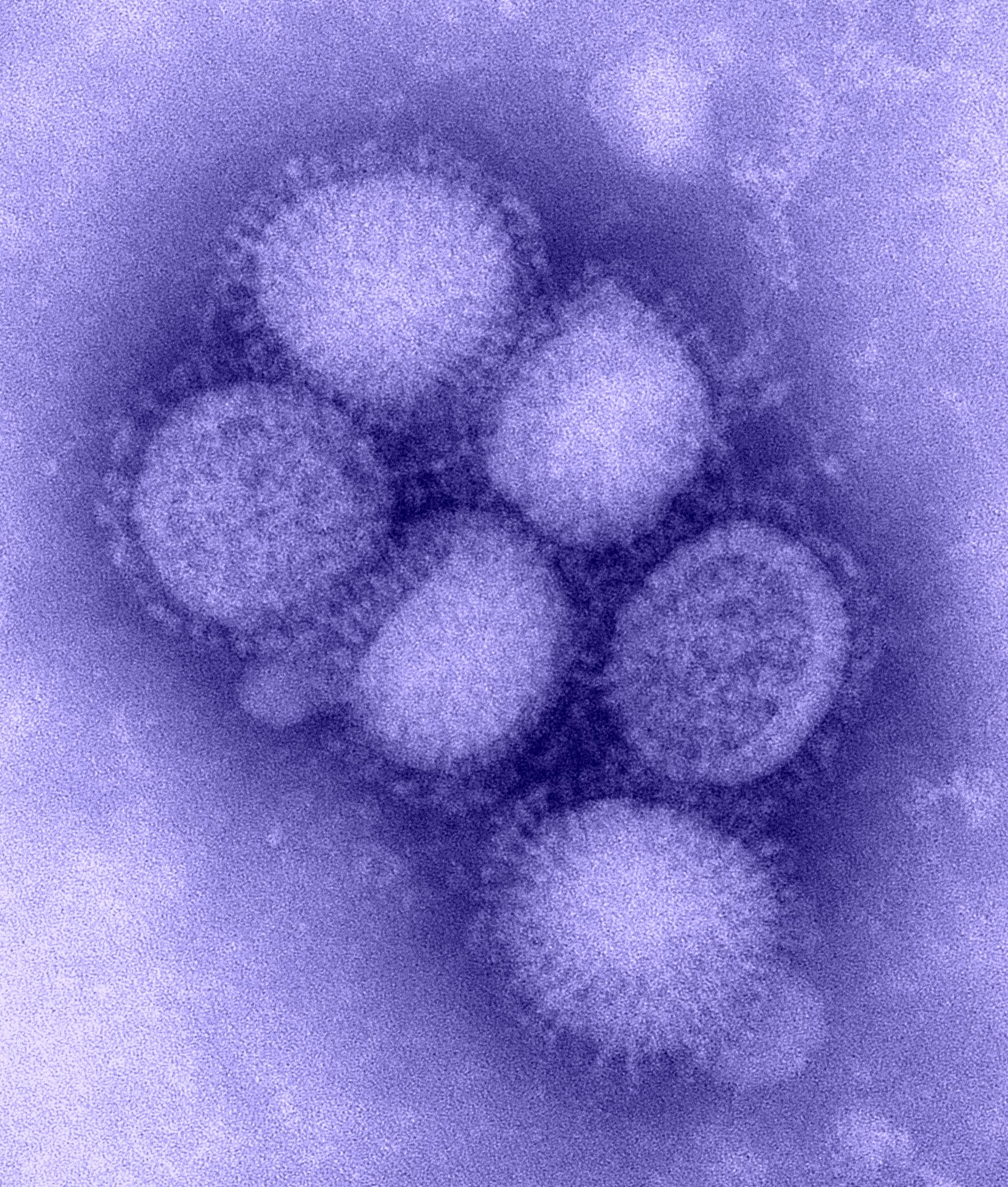
H1N1 vírus

Május 29-én mutatták ki Magyarországon az új influenzavírust, egy 27 éves brazil állampolgárnál.
Július 6-án újabb 9 embernél kimutatták az influenzás megbetegedést. Ekkorra már 21-re nőtt a H1N1-gyel fertőzöttek száma Magyarországon.
Július 22-én a Magyarországon igazolt fertőzések száma 37 volt. Ugyanezen a napon utólag jelentették be az első megtörtént halálesetet is. Jóval a bejelentés előtt, már július 15-én meghalt a H1N1 fertőzés következtében egy 41 éves magyar állampolgárságú férfi, akit a Dél-Dunántúlról szállítottak a budapesti kórházba. Az ÁNTSZ az esetet csak azért ekkor hozta nyilvánosságra, mert a bonctermi vizsgálati anyagát csak július 21-én este kapta meg az Országos Epidemiológiai Központ víruslaboratóriuma. A boncolás során vett mintából azonosítani tudták az új típusú „A” H1N1 „V” típusú vírust. Ezzel az esettel Európában Magyarország a harmadik ország ahol egy beteg meghalt a világjárvány következtében.
Július 25-én az Állami Népegészségügyi és Tisztiorvosi Szolgálat (ÁNTSZ) bejelentette, hogy 47-re emelkedett a Magyarországon igazolt H1N1 megbetegedések száma.
Július 28-án 65-re nőtt az igazolt esetek száma. Naponta 5-6 esetet regisztrálnak. Július 29-én 70-re nőtt az igazolt esetek száma. Július 31-én 76-ra nőtt a megerősített esetek száma, majd 81-re. Július 31-én 40 gyanús magbetegedést találtak, amelyekből 5 igazolt H1N1 vírusfertőzés volt. Augusztus első hetén már 105 igazolt sertésinfluenza megbetegedés volt Magyarországon és ez a szám augusztus 9-ére 111-re emelkedett.
A szeptember 1-jei tanévnyitó ünnepséget követően több mint 110 tanuló belázasodott a csepeli Adu Oktatási Központ Táncsics Mihály utcai iskolájában. A megbetegedettektől vett hét mintából négy H1N1 pozitívnak bizonyult a laboratóriumi vizsgálatok után, ugyanakkor az iskola tanárai esetében is igazolták a vírust.
Az országos tisztifőorvos szerint az Egészségügyi Világszervezet (WHO) ajánlása alapján a magyar egészségügyi vezetők azt szeretnék, ha a lakosság 50-60 százaléka be lenne oltva az új vírus ellen.
Szeptember 24-én bejelentették, hogy meghalt a második H1N1-ben fertőzött ember. Az áldozat előtte teljesen egészséges volt.
Novemberben egyre több szlovák állampolgár jött Magyarországra és vásárolt magyar, H1N1 elleni vakcinát.
2009. november 25-én az influenzajárvány miatt újabb öt kórházban rendeltek el látogatási tilalmat, ekkor összesen már 30 intézmény volt teljesen vagy részlegesen lezárva a látogatók elől.
2009 novemberében az ÁNTSZ tájékoztatása szerint meghalt két beteg Pécsen, a Baranya Megyei Kórházban. Egyikük egy 83 éves férfi, ő november 25-én halt meg, a másik egy 52 éves férfi, aki már az új influenza fertőzésével került kórházba.
2009 november hónapban két krónikus beteg halt meg igazoltan az esztergomi Vaszary Kolos Kórházban, egyik áldozat sem volt beoltva.

## Fordítás
- Ez a szócikk részben vagy egészben a Swine influenza című angol Wikipédia-szócikk fordításán alapul.  Az eredeti cikk szerkesztőit annak laptörténete sorolja fel. Ez a jelzés csupán a megfogalmazás eredetét és a szerzői jogokat jelzi, nem szolgál a cikkben szereplő információk forrásmegjelöléseként.